# Mushi Production
Mushi Production (虫プロ) est un studio d'animation japonaise créé en 1962 par Osamu Tezuka et disparu à la suite d'une faillite en 1973.
L'autre studio de production de Tezuka, Tezuka Productions, fondé en 1968 et en partie dirigé par le fils du réalisateur, Makoto Tezuka, est toujours en activité.

## Historique

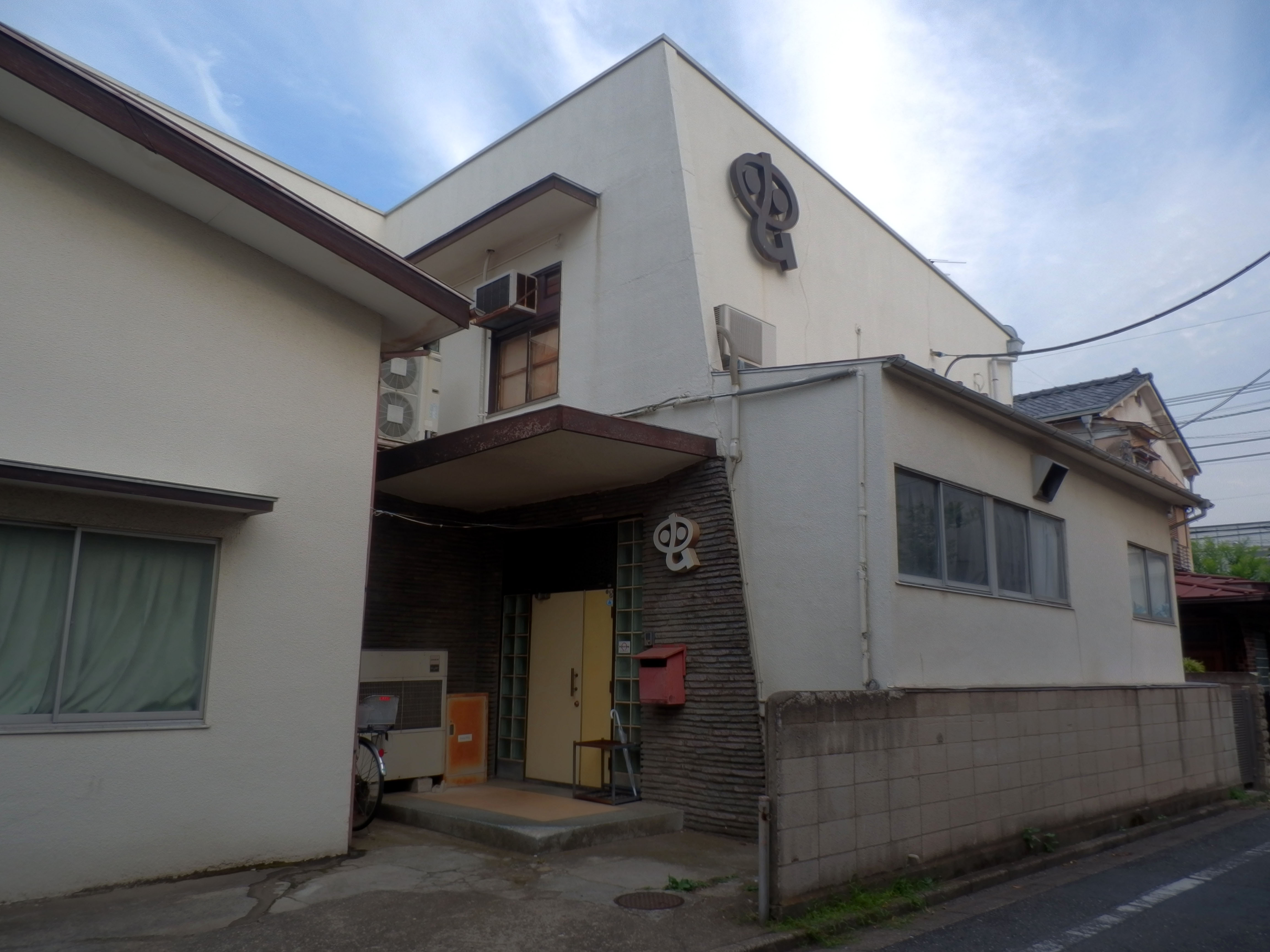
Le studio à Tokyo.

Lancé par Osamu Tezuka en 1962 pour concurrencer Toei Animation, Mushi Production est le premier studio au Japon à créer spécifiquement pour la télévision. Son grand succès reste Astro Boy (Tetsuwan Atom), qui constitue la première série d'animation japonaise.

## Production

### Série TVs
- Astro Boy (193 épisodes) (1963-1966)
- Wonder 3 (52 épisodes) (1965-1966)
- Le Roi Léo (52 épisodes) (1965-1966)
- Goku no Daiboken (39 épisodes) (1967)
- Shin Takarajima (un épisode  spécial) (1967)
- Princesse Saphir (52 épisodes) (1967-1968)
- Vampire (? épisodes) (1968-1969)
- Wanpaku Tanteidan (35 épisodes) (1968)
- Animal 1 (27 épisodes) (1968)
- Sabu to Ichi Torimono Hikae (52 épisodes) (1968-1969) (avec Toei Animation et Studio Zero)
- Dororo to Hyakkimaru (26 épisodes) (1969)
- Ashita no Joe (79 épisodes) (1970-1971)
- Andersen Monogatari (52 épisodes) (1971)
- Nathalie et ses Amis (26 épisodes) (1971)
- Kunimatsu-sama No Otoridai (46 épisodes) (1971-1972)
- Wansa-kun (26 épisodes) (1973)
- Vic le Viking (jusqu'à l'épisode 6) (1974)

### Films
- Histoires du coin de la rue (1962)
- Tableaux d'une exposition (1966)

Animerama :
- Les Mille et Une Nuits (Senya Ichiya Monogatari) (1969)
- Cleopatra (1970)
- La Belladone de la tristesse (Kanashimi no Belladonna) (1973)